# 平阳县革命委员会
平阳县革命委员会，简称平阳县革委会，成立于1968年12月28日，实行党政财文一元化领导，取代原中国共产党平阳县委员会、平阳县人民委员会，有委员51名，其中常委17名。干部代表8名，军队代表11名，群众代表32名。:152县机关建立四大组：办事组、政治工作组、生产指挥组、人民保卫组。1969年9月5目，建立平阳县革命委员会党的核心组，后改称中共平阳县核心小组。
1981年11月30日撤销，恢复平阳县人民政府。:190